# Hypselistes australis
Hypselistes australis là một loài nhện trong họ Linyphiidae.
Loài này thuộc chi Hypselistes. Hypselistes australis được miêu tả năm 2001 bởi Kendo Saito & Ono.